# Naoko Kijimuta
Naoko Kijimuta (雉子牟田直子?, Kijimuta Naoko; Ebina, 26 marzo 1972) è un'ex tennista giapponese.
Anche sua sorella Akiko è stata una tennista.

## Carriera
In carriera ha vinto 5 titoli di doppio. Nei tornei del Grande Slam ha ottenuto il suo miglior risultato raggiungendo i quarti di finale di doppio agli Australian Open nel 1997 e nel 1998, entrambi in coppia con la connazionale Nana Miyagi.
In Fed Cup ha disputato un totale di 3 partite, ottenendo 3 sconfitte.

## Statistiche

### Doppio

#### Vittorie (5)
| Numero | Anno            | Torneo                                 | Superficie | Compagna    | Avversarie in finale                | Punteggio     |
| 1.     | 14 aprile 1996  | Indonesia Open, Giacarta               | Cemento    | Rika Hiraki | Laurence Courtois Nancy Feber       | 7-6, 7-5      |
| 2.     | 20 ottobre 1996 | China Open, Pechino                    | Cemento    | Miho Saeki  | Yuko Hosoki Kazue Takuma            | 7-5, 6-4      |
| 3.     | 5 gennaio 1997  | Gold Coast Classic, Gold Coast         | Cemento    | Nana Miyagi | Ruxandra Dragomir Silvia Farina     | 7-6, 6-1      |
| 4.     | 12 gennaio 1997 | Tasmanian International, Hobart        | Cemento    | Nana Miyagi | Barbara Rittner Dominique Van Roost | 6-3, 6-1      |
| 5.     | 19 aprile 1998  | Japan Open Tennis Championships, Tokyo | Cemento    | Nana Miyagi | Amy Frazier Rika Hiraki             | 6-3, 4-6, 6-4 |

### Doppio

#### Finali perse (1)
| Numero | Anno           | Torneo                | Superficie | Compagna   | Avversarie in finale     | Punteggio |
| 1.     | 3 ottobre 1993 | Sapporo Open, Sapporo | Sintetico  | Yone Kamio | Yayuk Basuki Nana Miyagi | 4-6, 2-6  |